# An Tân, An Lão (Bình Định)
An Tân là một xã thuộc huyện An Lão, tỉnh Bình Định, Việt Nam.
Xã An Tân có diện tích 23,58 km², dân số năm 2007 là 2.373 người, mật độ dân số đạt 101 người/km².

## Hành chính
Xã An Tân được chia thành 6 thôn: Gò Đồn, Tân An, Tân Lập, Thanh Sơn, Thuận An, Thuận Hòa.